# Mads Brandstrup
Mads Brandstrup Nielsen (født 9. januar 1978 i Herning) er en dansk journalist.
Brandstrup blev student fra Herning Gymnasium i 1997 og blev uddannet fra Danmarks Journalisthøjskole i 2004. Han har desuden læst international politisk økonomi og broadcast journalism på University of Missouri.
Han har været reporter og redaktionssekretær ved NBC-8 i Columbia, Missouri. Fra 2004-2006 var han reporter på TV Avisen og Søndagsmagasinet, i perioden fra 2006 til 2010 var han politisk reporter på TV 2 Nyhederne, hvor han blandt andet har dækket forhandlingerne op til Klimatopmødet, COP15. Fra maj 2010 var Mads Brandstrup været ansat som politisk reporter på Politiken. Fra oktober 2012 har Mads Brandstrup været politisk redaktør på Dagbladet Børsen.